# 里奇韋 (密蘇里州)
里奇韋（英語：Ridgeway）是位於美國密蘇里州哈里森縣的城市。

## 人口
根據2020年美國人口普查的數據，里奇韋的面積為3.17平方千米，當中陸地面積為3.15平方千米，而水域面積為0.02平方千米。當地共有人口372人，而人口密度為每平方千米117人。